# 1. п. н. е.
Прва година прије нове ере била је уобичајена година која је почињала у петак или суботу по јулијанском календару (извори се разликују) и преступна година која је почињала у четвртак у пролептичном јулијанском календару. То је такође била преступна година која је почела у суботу по пролептичком грегоријанском календару. У то вријеме је била позната као година конзулства Лентула и Пизона (или, рјеђе, година 753. Ab urbe condita). Деноминација 1. п. н. е. за ову годину се користи од периода раног средњег вијека када је календарска ера Anno Domini постала преовлађујући метод у Европи за именовање година. Сљедећа година је 1. АД у широко коришћеном јулијанском календару, који нема „нулту годину“.

## Догађаји

### По мјесту

#### Хан династија
- Цар Аи од Хана умире и наслиједио га је његов 8-годишњи рођак Пинг од Хана.[2]
- Ванг Манга је за регента именовала велика царица Ванг Џенгјун, која је његова тетка.[3]
- Бивши регент Донг Сјан, који је раније био Ханов љубавник цара Аја, извршио је самоубиство са својом женом.[4]

#### Римско царство
- Гај Цезар се жени Ливилом, ћерком Антоније Мале и Нерона Клаудија Друза, у покушају да стекне престиж.[5]
- Завршава се изградња римског позоришта у Картагини, које су изградили Гај и Луције Цезар.[6]
- Аула Цецина Севера је цар Август именовао за конзула наслиједивши Коза Корнелија Лентула Гаетулика и Луција Калпурнија Пизона.[7]

## Смрти
- Аи од Хана, кинески цар из династије Хан.[8][9]
- Донг Сjан, кинески политичар и врховни командант.[4]
- Зјао Феиан, кинеска царица и супруга Ченга од Хана.[10]